# Pogo (fumetto)
Pogo è un personaggio immaginario protagonista di una omonima serie a fumetti a strisce giornaliere statunitense creata da Walt Kelly nel 1943. Si tratta di un opossum antropomorfo che vive nella palude di Okefenokee in Georgia. È stata pubblicata negli Stati Uniti dal 1948 al 1975. La striscia è caratterizzata da una satira sociale e politica accoppiata a uno stile grafico piuttosto tipico dei cartoni animati comici, che la rese molto popolare. È considerata un classico del fumetto statunitense.

## Storia editoriale
Dopo essere stato licenziato dalla Disney presso la quale lavorava come disegnatore nel 1941 per aver partecipato a uno sciopero, Kelly trovò lavoro presso la Dell Publishing e qui ideò il personaggio di Pogo, un opossum antropomorfo che esordì nel 1942 come personaggio secondario all'interno della serie di fumetti a strisce "Albert the Alligator" della collana Animal Comics e della quale ben presto divenne protagonista fino al 1947, quando venne interrotta la pubblicazione. Nel 1948, Kelly divenne direttore artistico della testata New York Star sulla quale sviluppò la serie a fumetti incentrata sul personaggio. Quando nel 1949 la testata chiuse, la serie a fumetti venne proposta a un distributore, il Publishers-Hall Syndicate, che la fece esordire sui quotidiani il 16 maggio 1949 arrivando in poco tempo a venire pubblicata su centinaia di testate negli Stati Uniti.
Fino al 1954, Pogo continuò ad esistere in due formati, come striscia quotidiana e come comic book sempre edito dalla Dell, che presentava una sorta di raccolta e rimontaggio delle strisce giornaliere, ma la versione in albo fu interrotta per volere dell'autore che voleva dedicarsi solo alle strip.
Kelly cominciò ad avere problemi di salute nel 1971, per poi morire due anni più tardi, il 18 ottobre 1973, per complicazioni dovute al diabete. Fino al 1973, anno della sua morte, Kelly si è dedicato interamente alla realizzazione della striscia che è considerata un classico dei fumetti. Pogo proseguì fino al luglio 1975, curato da Stephen Kelly, figlio di Walt.
Nel 1989 il Los Angeles Times riprese il personaggio affidandone la realizzazione a Larry Doyle e Neal Sternecky, i quali cercarono di ricreare la stessa atmosfera del Pogo di Walt Kelly. Dopo l'abbandono della striscia da parte di Doyle nel 1992, questa fu continuata dal solo Sternecky, il quale in seguito la lasciò a Peter e Carolyn Kelly, figli di Walt, che la continuarono fino al 1994, anno della sua definitiva chiusura. In Italia è stata pubblicata su Linus e su altre riviste.

## Temi
Pogo, al suo esordio, era una commedia popolata da una moltitudine di animali antropomorfi la cui principale attività consisteva nel creare situazioni e discutere tesi paradossali parodiando la società americana dell'epoca. Con il passare del tempo, la striscia perse la sua originaria impostazione, virando in una satira feroce ed implacabile della scena politica degli U.S.A.
Inoltre, durante la sua gestione di Pogo, Walt Kelly ebbe la geniale idea di candidare il simpatico opossum, ogni 4 anni, alla carica di Presidente degli Stati Uniti d'America, con tanto di esilaranti campagne elettorali nelle strip e tour promozionali nelle università. Questa iniziativa, incarnata nello slogan I Go Pogo, contribuì a trasformare l'opera di Kelly in una delle icone della controcultura americana. Pogo è spesso mostrato mentre conduce una barchetta il cui nome, scritto sulla fiancata, cambia da striscia a striscia. Kelly era solito in questo modo introdurre nelle vignette pubblici saluti ad amici e ammiratori.

## Linguaggio
Importante osservare linguaggio usato in Pogo. È stato scritto, già all'inizio degli anni Sessanta, che il «dialetto americano artificiale inventato dall'artista (...) è una versione comica della sintassi del vocabolario e della pronuncia dei contadini del Sud». Ma soprattutto, è stata notata la connessione con James Joyce. Joyce considerava i fumetti i miti moderni. «Nella sua opera più tarda, egli sembra convinto che l'elemento fantastico dei fumetti sia un'altra forma di quello dei racconti popolari e del mito». Il poliglottismo, che collega linguisticamente il fumetto a Joyce, è stato individuato come strumento di conoscenza della coscienza individuale e di gruppo, «una coscienza la cui confusa fantasticità non può essere adeguatamente rappresentata da un discorso organizzato convenzionalmente in una sola lingua, ma solo calandosi nel mormorato linguaggio dei sogni».